# G'sengte Sau
G’sengte Sau sont des montagnes russes assises du parc Erlebnispark Tripsdrill, situé à Cleebronn, dans le Bade-Wurtemberg, en Allemagne. Elles ont été construites en 1998 par Gerstlauer. Ce sont les premières montagnes russes de ce constructeur.
G’sengte Sau est le prototype du modèle Bobsled Coaster. Ce modèle est une combinaison entre une Wild Mouse et des montagnes russes familiales. En plus des virages plats à 180 degrés typiques des Wild Mouses, il y a des hélices et des bosses.
L'attraction est construite autour du château Rauhe Klinge, auquel le parcours de bûches Badewannen-Fahrt zum Jungbrunnen est aussi intégré.

## Parcours
Après le lift hill haut de 16 mètres, il y a la première descente, une montée et quatre courbes plates à 180 degrés. Ensuite, il y a une hélice à gauche et une hélice à droite, qui sont intégrées au château. Après ça, les wagons quittent le château et font quatre bosses. Ils font encore une hélice à droite et une hélice à gauche près du sol avant de rejoindre les freins finaux.
Le parcours est divisé en cinq sections par un système de freins. Quatre wagons peuvent être sur le parcours en même temps, et deux sont dans la gare. Le septième est un wagon de remplacement.

## Trains
G’sengte Sau a sept wagons individuels. Les passagers sont placés à deux sur deux rangs pour un total de quatre passagers par wagon.